# Ganzaque (Guelarcunique)
Ganzaque (em armênio: Գանձակ; romaniz.: Ganjak) é uma aldeia do município de Gavar, na província de Guelarcunique, na Armênia. De acordo com o censo de 2011, havia 3 815 habitantes.

## Nomes
O nome Ganzaque foi registrado nas fontes sob as variantes Ganzaguiul (Գանձագյուղ, Ganjagyuł), Ganzacantar (Գանձախանտառ, Ganjaχantaṙ), Baixa Ganzaque (Գանձակ Ներքին, Ganjak Nerkin), Ganzagã (Գանձաղան, Ganjagan), Ganzalantar (Գանձաղանտառ, Ganjałantaṙ) ou Guenzaque (Գենձակ, Genjak). Antes de se chamar Ganzaque, a aldeia foi referia como Quiossamamate (Քյոսա Մահմատ, Kyosa Mahmat), Quiossamamede (Քյոսամահմեդ, Kyosamahmed / Kyosa Mamed), Quiossamamade (Քյոսա Մամադ / Քյոսա Մամեդ, Kyosa Mamad) ou Quiossa Muamade (Քյոսա Մուհամեդ, Kyosa Muhammad). No tempo da República Socialista Soviética da Armênia, foi chamada por algum tempo como Badiquiã (Բադիկյան, Badikyan), em referência a Batik Batikian (1892–1920), um revolucionário armênio envolvido na Revolta de Maio.

## Geografia
Ganzaque se localiza no município de Gavar, a três quilômetros a leste da cidade de Gavar (antiga Camo), na margem direita do rio Gavar, numa planície suavemente ondulada. Seu clima é frio. A maioria das residências possuem hortas próprias e há abastecimento de água. É povoada apenas por armênios. A população subsiste do cultivo de vegetais e da avicultura. Há escolas, uma casa de cultura, uma biblioteca, uma creche, um cinema, um posto médico e uma maternidade.

## História
No tempo que o território da atual Armênia fez parte do Império Russo, Ganzaque estava no distrito (uezde) de Nova Baiazete, e depois no município de Martuni. Em 1831, 1897, 1939, 1959, 1970 e 1979, respectivamente, foram registrados 489, 1 515, 1 883, 2 206, 2 306, 2 878, 3 392 residentes. Os ancestrais dos habitantes vieram das cidades de Doubaiazete, Muxe e Elesquirte, todas atualmente na Turquia. Há duas igrejas históricas na aldeia, uma basílica de nave única do século IV-V dedicada a Mãe de Deus (Surb Astvacacin), e uma igreja de pedras polidas e estrutura abobadada do século IX-XI dedicada a São Jorge (Surb Gevorg).